# Epoetyna teta
Epoetyna teta (łac. epoetinum theta) – hormon peptydowy, rekombinowany analog ludzkiej erytropoetyny, wytwarzany metodą inżynierii genetycznej w komórkach jajnika chomika chińskiego; lek stymulujący różne etapy erytropoezy.

## Mechanizm działania biologicznego
Epoetyna teta jest rekombinowanym analogiem ludzkiej erytropoetyny, wytwarzanym metodami inżynierii genetycznej w komórkach jajnika chomika chińskiego. Zbudowana jest z 165 aminokwasów, których sekwencją nie różni się od naturalnej erytropoetyny. Niewielkie różnice farmakologiczne pomiędzy epoetyną alfa a naturalną erytropoetyną wynikają z różnic w glikozylacji. Chociaż epoetyna teta została zarejestrowana jako odrębny lek, w literaturze prezentowany jest również pogląd, że jest lekiem niepodobnym. Mechanizm działania epoetyny teta jest identyczny jak erytropoetyny, ponieważ wiąże się z tym samym receptorem. U pacjentów z niewydolnością nerek jej pozytywny wpływ biologiczny jest związany z niedoborem erytropoetyny. Natomiast u pacjentów z chorobą nowotworową problem polega zarówno na niedoborze erytropoetyny, jak i zmniejszonej wrażliwości na endogenną erytropoetynę. 

## Zastosowanie medyczne
Epoetyna teta znajduje się na wzorcowej liście podstawowych leków Światowej Organizacji Zdrowia (WHO Model Lists of Essential Medicines) (2019).

### Unia Europejska
Wskazania do zastosowania:
- niedokrwistość objawowa związana z przewlekłą niewydolnością nerek u dorosłych[2]
- niedokrwistość objawowa związana z chemioterapią w przebiegu nieszpikowych nowotworów złośliwych u dorosłych[2]

Epoetyna teta jest dopuszczona do obrotu w Polsce (2020).

## Działania niepożądane
Epoetyna teta może powodować następujące działania niepożądane u ponad 1% pacjentów: artralgia, ból głowy, nadciśnienie tętnicze, nadciśnienie złośliwe, objawy grypopodobne, świąd, zakrzepy w przetoce tętniczo-żylnej oraz reakcja w miejscu wstrzyknięcia.